# Wereldkampioenschap schaatsen allround kwalificatie (Azië)
Het  Aziatisch kwalificatietoernooi voor de wereldkampioenschap schaatsen allround (officieus ook wel aangeduid als de Continentale kampioenschappen schaatsen voor Aziatische landen) was van 1999 tot en met 2014 een jaarlijks terugkerend allroundschaatstoernooi voor mannen en vrouwen uit lidstaten van de ISU. Het was het equivalent van het kwalificatietoernooi voor Noord-Amerika & Oceanië en in ruimere zin van de Europese kampioenschappen schaatsen die in de periode 1999–2014 voor Europese landen eveneens het kwalificatietoernooi vormden voor de WK. Het allroundtoernooi werd voor zowel mannen als vrouwen vijftien keer gehouden, in 2002 ging het niet door.
De behaalde startplaatsen werden aan een land toegekend, de nationale bonden konden besluiten een andere schaatser naar het WK af te vaardigen dan diegene die de startplaats op dit kampioenschap had verdiend.
Sinds de begintijd viel dit toernooi samen met de al eerder bestaande Aziatische kampioenschappen schaatsen afstanden. Later werden beide toernooien geïntegreerd gehouden, waarbij de middellange en lange afstanden eenmaal werden verreden en meetelden zowel voor het allroundkampioenschap als als afstandskampioenschap. Dit was in de eerdere edities meestal niet het geval.

## Mannen

### Historie medaillewinnaars
| Jaar | Plaats        | Goud              | Zilver            | Brons             |
| 1999 | Nagano        | Hiroyuki Noake    | Takahiro Nozaki   | Kazuki Sawaguchi  |
| 2000 | Ulaanbaatar   | Hiroyuki Noake    | Sergej Tsibenko   | Keiji Shirahata   |
| 2001 | Harbin        | Keiji Shirahata   | Hiroyuki Noake    | Toshihiko Itokawa |
| 2002 | Niet gehouden | Niet gehouden     | Niet gehouden     | Niet gehouden     |
| 2003 | Harbin        | Toshihiko Itokawa | Takahiro Ushiyama | Hiroki Hirako     |
| 2004 | Chuncheon     | Li Changyu        | Hiroki Hirako     | Lee Seung-hwan    |
| 2005 | Ikaho         | Hiroki Hirako     | Takahiro Ushiyama | Kesato Miyazaki   |
| 2006 | Harbin        | Dmitri Babenko    | Naoki Yasuda      | Kesato Miyazaki   |
| 2007 | Changchun     | Choi Kwun-won     | Hiroki Hirako     | Gao Xuefeng       |
| 2008 | Shenyang      | Hiroki Hirako     | Choi Kwun-won     | Song Xingyu       |
| 2009 | Tomakomai     | Choi Kwun-won     | Hiroki Hirako     | Dmitri Babenko    |
| 2010 | Obihiro       | Lee Seung-hoon    | Hiroki Hirako     | Dmitri Babenko    |
| 2011 | Harbin        | Lee Seung-hoon    | Dmitri Babenko    | Ko Byung-wook     |
| 2012 | Astana        | Lee Seung-hoon    | Hiroki Hirako     | Joo Hyeong-joon   |
| 2013 | Changchun     | Lee Seung-hoon    | Dmitri Babenko    | Sun Longjiang     |
| 2014 | Tomakomai     | Dmitri Babenko    | Yang Fan          | Sun Longjiang     |

### Medailleklassement individueel
| #  | Naam              | Goud | Zilver | Brons | Totaal |
| -- | ----------------- | ---- | ------ | ----- | ------ |
| 1  | Lee Seung-hoon    | 4    | 0      | 0     | 4      |
| 2  | Hiroki Hirako     | 2    | 5      | 1     | 8      |
| 3  | Hiroyuki Noake    | 2    | 1      | 0     | 3      |
| 3  | Choi Kwun-won     | 2    | 1      | 0     | 3      |
| 5  | Dmitri Babenko    | 2    | 2      | 2     | 6      |
| 6  | Keiji Shirahata   | 1    | 0      | 1     | 2      |
| 6  | Toshihiko Itokawa | 1    | 0      | 1     | 2      |
| 8  | Li Changyu        | 1    | 0      | 0     | 1      |
| 9  | Takahiro Ushiyama | 0    | 2      | 0     | 2      |
| 10 | Takahiro Nozaki   | 0    | 1      | 0     | 1      |
| 10 | Sergej Tsibenko   | 0    | 1      | 0     | 1      |
| 10 | Naoki Yasuda      | 0    | 1      | 0     | 1      |
| 10 | Yang Fan          | 0    | 1      | 0     | 1      |
| 14 | Kesato Miyazaki   | 0    | 0      | 2     | 2      |
| 14 | Sun Longjiang     | 0    | 0      | 2     | 2      |
| 16 | Kazuki Sawaguchi  | 0    | 0      | 1     | 1      |
| 16 | Lee Seung-hwan    | 0    | 0      | 1     | 1      |
| 16 | Gao Xuefeng       | 0    | 0      | 1     | 1      |
| 16 | Song Xingyu       | 0    | 0      | 1     | 1      |
| 16 | Ko Byung-wook     | 0    | 0      | 1     | 1      |
| 16 | Joo Hyeong-joon   | 0    | 0      | 1     | 1      |

### Medailleklassement per land
| # | Naam       | Goud | Zilver | Brons | Totaal |
| - | ---------- | ---- | ------ | ----- | ------ |
| 1 | Japan      | 6    | 10     | 6     | 22     |
| 2 | Zuid-Korea | 6    | 1      | 3     | 10     |
| 3 | Kazachstan | 2    | 3      | 2     | 7      |
| 4 | China      | 1    | 1      | 4     | 6      |

## Vrouwen

### Historie medaillewinnaars
| Jaar | Plaats        | Goud          | Zilver         | Brons         |
| 1999 | Nagano        | Maki Tabata   | Nami Nemoto    | Eriko Seo     |
| 2000 | Ulaanbaatar   | Maki Tabata   | Song Li        | Gao Yang      |
| 2001 | Harbin        | Maki Tabata   | Nami Nemoto    | Song Li       |
| 2002 | Niet gehouden | Niet gehouden | Niet gehouden  | Niet gehouden |
| 2003 | Harbin        | Maki Tabata   | Nami Nemoto    | Eriko Seo     |
| 2004 | Chuncheon     | Maki Tabata   | Eriko Ishino   | Eriko Seo     |
| 2005 | Ikaho         | Nami Nemoto   | Maki Tabata    | Eriko Ishino  |
| 2006 | Harbin        | Wang Fei      | Eriko Ishino   | Eriko Seo     |
| 2007 | Changchun     | Wang Fei      | Maki Tabata    | Eriko Ishino  |
| 2008 | Shenyang      | Maki Tabata   | Eriko Ishino   | Wang Fei      |
| 2009 | Tomakomai     | Masako Hozumi | Maki Tabata    | Yuri Obara    |
| 2010 | Obihiro       | Masako Hozumi | Shiho Ishizawa | Maki Tabata   |
| 2011 | Harbin        | Eriko Ishino  | Masako Hozumi  | Ayaka Kikuchi |
| 2012 | Astana        | Miho Takagi   | Ayaka Kikuchi  | Park Do-yeong |
| 2013 | Changchun     | Masako Hozumi | Eriko Ishino   | Kim Bo-reum   |
| 2014 | Tomakomai     | Miho Takagi   | Zhao Xin       | Li Qishi      |

### Medailleklassement individueel
| #  | Naam           | Goud | Zilver | Brons | Totaal |
| -- | -------------- | ---- | ------ | ----- | ------ |
| 1  | Maki Tabata    | 6    | 3      | 1     | 10     |
| 2  | Masako Hozumi  | 3    | 1      | 0     | 4      |
| 3  | Wang Fei       | 2    | 0      | 1     | 3      |
| 4  | Miho Takagi    | 2    | 0      | 0     | 2      |
| 5  | Eriko Ishino   | 1    | 4      | 2     | 7      |
| 6  | Nami Nemoto    | 1    | 3      | 0     | 4      |
| 7  | Song Li        | 0    | 1      | 1     | 2      |
| 7  | Ayaka Kikuchi  | 0    | 1      | 1     | 2      |
| 9  | Eriko Seo      | 0    | 0      | 4     | 4      |
| 10 | Shiho Ishizawa | 0    | 1      | 0     | 1      |
| 10 | Zhao Xin       | 0    | 1      | 0     | 1      |
| 12 | Gao Yang       | 0    | 0      | 1     | 1      |
| 12 | Yuri Obara     | 0    | 0      | 1     | 1      |
| 12 | Park Do-yeong  | 0    | 0      | 1     | 1      |
| 12 | Kim Bo-reum    | 0    | 0      | 1     | 1      |
| 12 | Li Qishi       | 0    | 0      | 1     | 1      |

### Medailleklassement per land
| # | Naam       | Goud | Zilver | Brons | Totaal |
| - | ---------- | ---- | ------ | ----- | ------ |
| 1 | Japan      | 13   | 13     | 9     | 35     |
| 2 | China      | 2    | 2      | 4     | 8      |
| 3 | Zuid-Korea | 0    | 0      | 2     | 2      |

## Gecombineerd medailleklassement per land
Dit is het gecombineerde medailleklassement van mannen en vrouwen.
| Pos | Land       | Goud | Zilver | Brons | Totaal |
| --- | ---------- | ---- | ------ | ----- | ------ |
| 1   | Japan      | 19   | 23     | 15    | 57     |
| 2   | Zuid-Korea | 6    | 1      | 5     | 12     |
| 3   | China      | 3    | 3      | 8     | 14     |
| 4   | Kazachstan | 2    | 3      | 2     | 7      |